# Маликов, Степан Фёдорович
Степа́н Фёдорович Ма́ликов (укр. Степан Федорович Маликов; 14 (26) декабря 1909, Горловка, Железнянская волость, Бахмутский уезд, Екатеринославская губерния, Российская империя — 18 января 1983, Киев, Украинская ССР, СССР) — советский украинский государственный, партийный и хозяйственный деятель. Один из организаторов партизанского движения на территории Украины в 1941—1944 годах.

## Биография
Родился в городе Горловка Сталинской (ныне Донецкой) области в семье рабочих. Работал слесарем на машиностроительном заводе. Член ВКП(б) с 1928 года. В 1938 году окончил Московский институт народного хозяйства. Накануне и в начале Великой Отечественной войны находился на партийной и хозяйственной работе в Харькове и Киеве. На момент начала войны занимал должность заместителя председателя правления Укоопсоюза.
С первых дней Великой Отечественной войны Маликов участвовал в организации эвакуации промышленных предприятий и населения Украины на восток. С декабря 1941 года — на фронте. Однако вскоре был отозван в Украинский штаб партизанского движения (УШПД), где возглавлял отдел материально-технического обеспечения.
В октябре 1942 года был назначен руководителем оперативной партизанской группы по Житомирской области и в качестве уполномоченного УШПР заброшен в тыл противника на территорию Житомирщины для организации партизанского и подпольного движения. С декабря 1942 года — член Житомирского областного штаба партизанского движения, уполномоченный ЦК КП(б)У по организации партизанского подполья и партизанского движения на Житомирщине.
После объединения отдельных партизанских отрядов Маликова был назначен командиром соединения имени Николая Щорса, 14 декабря 1943 года реорганизованного в партизанскую дивизию. 27 мая 1943 года Степана Федоровича утвержден на должность 1-го секретаря Житомирского подпольного обкома КП(б)У, которую он занимал до апреля 1944 года.
Именно под руководством Маликова были установлены прочные связи с подпольем городов и сел, определены задачи отдельным отрядам и группам, которые в результате были полностью выполнены. Маликов организовал тесное взаимодействие и качественную связь с партизанскими соединениями Сабурова, Федорова, Наумова, Ковпака, партизанами Белоруссии.
Значительные усилия Маликов приложил чтобы прошла успешно Житомирско-Бердичевская наступательная операция войск 1-го Украинского фронта. Партизаны во время этой операции держали под контролем все дороги, ведущие к линии фронта.
В то же время интересно мнение генерал-майора М. И. Наумова, руководителя одного из партизанских соединений на Украине, о отряде Маликова:

 [13 ноября 1943 г.]
... В 23.00 вечера мое соединение заняло местечко [Эмильчино]. Сразу было призвано к порядку различных местных партизанских групп с соединений Шитова, Маликова, Грабчака и других, занимавшихся открытым грабежом мирного населения. Одна с таких групп была арестована и обезоружена — это соед[инение] Шитова; через неправильное руководство местными партизанами они сожгли казарму с оружием и боеприпасами, больницу, родильный дом и дом культуры в с[еле] Подлубах. Они жгут там, где следует сохранять, и репрессируют тех, кому след давать. Отставшая от соединения Маликова девушка - партизанка Люба Скрицкая, вступившая в наше соединение, рассказывала о так называемой боевой деятельности партизанской группы под командой Кучинара Трофима Андр[еевича].
Эта группа действовала от соединения Маликова в районе с. Ново-Зеленая Баришевского района Житомирской области. Эта группа состояла из местных жителей, часто занимавшихся поисками носимых вещей, которые обычно отнимались у мирных жителей и собирались для личного обогащения. У самой Любы таким образом были отняты с побоями и угрозами расстрелять женские сапоги. ....

Таких отдельно действующих групп под термином «по особому заданию в здешних краях» «короли белорусских лесов» Сабуровы, Маликовы, Шитовы и им подобные расплодили видимо-невидимо. Эти группы, уходя [для действий] на коммуникациях, на организацию новых отрядов, на «выпалку оружия», нередко не появлялись в соединении многими месяцами и, имея командирами несерьезн[ых] людей, ставали на путь полубандитизма. В то же время штабы и командные пункты этих соединений находятся в глубине белорусских лесов и не имеют возможности ни руководить, ни воспитывать своих партизан. На мой взгляд, от действий этих групп не столько было пользы, сколько политического ущерба партизанскому движению. Кроме того, такого пошиба группы — неизбежные зародыши будущего послевоенного бандитизма. Люди, привыкшие [к] мародерству, к легкой поживе, — это будущие бандиты.  
После освобождения Украины, с мая 1944 года Степан Федорович Маликов на руководящей и хозяйственной работе в УССР. Работал заместителем наркома (министра) торговли СССР, председателем правления Украинского союза потребительских обществ, 1-м заместителем министра торговли СССР. После войны избирался кандидатом в члены ЦК КПУ на XVII (1952) и XVIII (1954) съездах коммунистической партии Украины. Депутат Верховного Совета УССР 3-го и 4-го созывов.
Умер 18 января 1983 года. Похоронен в Киеве на Байковом кладбище (участок № 1).

## Награды
- 2 ордена Ленина (в т.ч. 23.01.1948)
- орден Октябрьской Революции
- орден Красного Знамени
- орден Богдана Хмельницкого I степени
- медали

## Память
Именем Степана Федоровича Маликова названа магистральная улица в Житомире.